# Быстров, Владислав Юрьевич
Владисла́в Ю́рьевич Быстро́в (род. 19 июня 1967, Казань) — немецкий саксофонист и композитор российского происхождения.

## Биография
Родился в Казани. Окончил музыкальную школу по классу кларнета, по этой же специальности учился в музыкальных училищах в Казани и в Ленинграде. Во время срочной службы в Североморском ансамбле песни и танца в 1986—1988 годах освоил также саксофон. По возвращении в Ленинград учился в Ленинградском Государственном Университете культуры и искусств по классам кларнета и саксофона, одновременно выступая в составе танцевального оркестра под управлением И. Е. Атласа, Ленинградского Концертного оркестра под управлением А. Бадхена, Биг-Бэнда под управлением В. Понаровского и квартета саксофонистов под управлением А. Большиянова, а также в рок-н-ролльной группе «Опасные Соседи», с которой участвовал в записи альбомов «Стрекозы Дум-Дум» и «Чешуя».
В начале 1990-х годов Влад переехал на постоянное место жительство в Германию, в город Брауншвейг. В 1997 году открыл частную музыкальную школу «Новая Музыка», в которой преподаёт до настоящего времени; с 1997-1999 год работал музыкальным руководителем Государственного Театра юного зрителя города Брауншвейга; с 1999 года одновременно преподаёт кларнет и саксофон в Брауншвейгском университете. С 2004 года — художественный руководитель международного форума электроакустической музыки и медиа-арта «neue_nacht». С 2016 года — организатор международных фестивалей: Ebahariliku Muusika в Эстонии, «Braunschweiger Diagonale», «Antiphonale» и «Drei Tage Neue Musik» в Брауншвейге. В то же время Быстров продолжает выступать на джазовых и авангардных фестивалях и в России.
В совместной работе с композиторами для созданной им живой электронной установки было сочинено множество произведений и представлено как сольно, так и в составе разнообразных ансамблей на академических и авангардных фестивалях Европы.
К настоящему времени прочно укрепился в европейской импровизационной и академической музыкальной сцене- многочисленные концерты с известнейшими музыкантами и издания на Leo Records, Edition Zeitklang, Fancy Music. Лауреат Международного конкурса композиторов «Jean Paul 2013» (Bayreuth). Совместно с Сергеем Летовым лауреат премии С. Курёхина 2013 «Электромеханика» (Санкт-Петербург) с проектом «Электронное дыхание» показанного на фестивале «Платформа».
В 2019 году защитил докторскую диссертацию (PhD) в Эстонской академии музыки и театра в Таллинне по теме «От свободной импровизации к композиции в реальном времени. Формы. Модели. Структуры».
Влад — музыкант, который предпочитает малые формы такие, как Санкт-Петербургский квартет саксофонов, различные дуэты с музыкантами из разных стран мира, а также исполнение классической камерной музыки. Собственная музыка Быстрова носит разностильный и импровизационный характер. Сегодня Влад всё чаще обращается к одному из самых сложных, обнажающих все мысли, чувства и эмоции — соло исполнению. Все его выступления пронизаны искренностью, страстью и энергией той идеи, которую он с необыкновенной убеждённостью передаёт слушателю. Во время выступлений он как бы становится единым целым со своими инструментами (деревянные флейты, дудуки, окарины, клавиши, саксофоны, кларнеты и самые разные духовые инструменты). Влад по сути является создателем совершенно новой концепции передачи культурного, музыкального и эмоционального посыла зрителю как посредством музыкальных инструментов, так и использованием собственных установок живой электроники, разнообразных компьютерных инструментов и программ, которые позволяют ему наиболее полно и доступно выразить свои композиционные и концептуальные идеи в музыке.